# La Conreria
La Conreria és un lloc del Coll de Montalegre, a la Serralada de Marina. Era un lloc religiós de gran fama en temps passats; i la serralada en què es troba es coneixia, també, amb el nom de serra de la Conreria.
La Conreria està situada en el límit del municipi de Tiana amb el de Sant Fost de Campsentelles. Es troba al punt més alt de la carretera B-500 que va de Badalona a Mollet del Vallès, coneguda com la "carretera de la Conreria". El topònim també comprèn una sèrie de boscos, més frondosos a la banda de Sant Fost, on està situada la urbanització de la Conreria, fundada cap al 1910 com a Colònia-Bosc de la Conreria de Montalegre.
La Conreria comprèn un conjunt d'edificis i terrenys amb orígens al segle xiii, quan es fundà com un convent de monges agustines, aleshores considerat al terme parroquial de Sant Fost. Al segle xv fou adquirit per la cartoixa de Vallparadis de Terrassa, on s'instal·là la comunitat, alhora que començava la construcció del nou monestir (i actual Cartoixa de Montalegre) on baixaren a mitjans del XV. Aleshores el vell convent fou destinat a granja o conreria del monestir, dirigida per un cartoixà, el Pare Conrer. Això durà fins al 1835, quan tant la Cartoixa com la Conreria foren desamortitzades. Poc temps després, l'edifici es convertí en hotel i restaurant, funció que tingué fins al 1932, quan fou destinat a Sanatori de Tuberculosos. El 1940 s'hi instal·là el Seminari Menor de Barcelona, fins que el 1998 tancà les portes. Des d'aleshores, i fins al moment, funciona com a casa de colònies La Conreria, gestionada per la Fundació Pere Tarrés.